# Eustachy Górczyński
Eustachy Gorczyński (ur. 20 listopada 1893 w Sędziszowie, zm. 22 grudnia 1958 w Łodzi) – pułkownik saperów Wojska Polskiego i Polskich Sił Zbrojnych, kawaler Orderu Virtuti Militari.

## Życiorys

### Służba w Armii Rosyjskiej i polskich formacjach wojskowych w Rosji
Uczył się w Szkole Handlowej w Kielcach, w której zdał maturę. Od 1911 studiował budowę maszyn na politechnice w Grazu. W 1912 był zmuszony przerwać studia, gdyż dostał powołanie do odbycia obowiązkowej służby wojskowej w Armii Imperium Rosyjskiego. Po wybuchu I wojny światowej, skierowano go na front turecki. W 1915 ukończył Wojskową Szkołę Inżynierii w Piotrogrodzie, a w następnym roku kurs pontonierski w Kijowie ze stopniem chorążego. Następnie służył w 11 batalionie pontonowym na froncie galicyjskim. W grudniu 1917 przeszedł do II Korpusu Polskiego na Ukrainie. Dostał zadanie utworzenia dla Korpusu pododdziałów inżynieryjnych, które formował w rejonie Mohylowa spośród polskich żołnierzy z rosyjskiego 9 pułku inżynieryjnego. Po bitwie pod Kaniowem, od maja do listopada 1918 przebywał w niewoli niemieckiej w Brześciu nad Bugiem.

### Służba w Wojsku Polskim
Pod koniec listopada wstąpił do odrodzonego Wojska Polskiego. Uczestniczył w wojnie polsko-bolszewickiej jako dowódca 2 kompanii saperów 2 Dywizji Piechoty Legionów (od maja 1919) i dowódca 3 kompanii saperów w 1 pułku inżynieryjnym. Walczył na froncie litewsko-białoruskim, m.in. w walkach o Wilno, Wilejkę, pod Ruszańcami. W czasie walk pod Dźwińskiem kierował wysadzaniem mostu na Dźwinie oraz rozbudową pozycji obronnych dla 3 Dywizji Piechoty Legionów. Następnie brał udział w walkach z bolszewikami w składzie 1 Dywizji Piechoty Legionów, nierzadko działając jako zwykła piechota. W 1920 został ranny.
Po zakończeniu działań wojennych został dowódcą 3 batalionu saperów w 3 DP Leg., od kwietnia 1922 – XXVII batalionu saperów, a od czerwca 1925 dowódca XIII batalionu saperów w 2 pułku saperów w Puławach. Po rozformowaniu batalionu objął stanowisko zastępcy dowódcy 2 pułku saperów. W 1929 po likwidacji pułku został dowódcą 2 batalionu saperów, a w 1930 – 8 batalionu saperów w Toruniu. W latach 1938–1939 pełnił funkcję komendanta Centrum Wyszkolenia Saperów w Modlinie.
Po wybuchu wojny obronnej 1939, z kadry Centrum został sformowany zbiorczy batalion dowodzony przez mjr. Wacława Plewako. Wydzieliła się z niego grupa licząca ok. 25 oficerów i ok. 50 podoficerów wraz z taborem samochodowym, na czele której stanął płk E. Górczyński. Udała się ona na rekonesans na Wołyń w kierunku Sarn, aby zorganizować tam warunki dla dalszej działalności Centrum. W rejonie Kowla wszyscy dostali się jednak do niewoli radzieckiej.

### W niewoli sowieckiej i Polskich Siłach Zbrojnych
Pułkownik E. Gorczyński został osadzony w obozie w Starobielsku. Jego relacja z obozu przechowywana jest w Instytucie Polskim i Muzeum Sikorskiego w Londynie. Od 1940 był osadzony w obozie jenieckim NKWD w Griazowcu. 10 października 1940 został przewieziony do Moskwy, gdzie był przesłuchiwany i uczestniczył w rozmowach z przedstawicielami władz sowieckich. Od 31 października 1940 przebywał w tzw. „willi rozkoszy” w Małachówce. Podczas pobytu tam zajmował się tłumaczeniem podręczników w swojej dziedzinie wojskowości. Był w grupie kilku starszych oficerów, którzy przystali na propozycję tworzenia wojska polskiego przy armii ZSRR. Na mocy układu Sikorski-Majski z 30 lipca 1941 odzyskał wolność, po czym wstąpił do formowanej Armii Polskiej w ZSRR gen. Władysława Andersa, z którą ewakuował się do Iranu. Ostatecznie znalazł się w szeregach 2 Korpusu Polskiego gen. Władysława Andersa, gdzie pełnił funkcję zastępcy dowódcy saperów Korpusu. Następnie został dowódcą saperów Okręgu Etapowego, w skład którego wchodziła m.in. Szkoła Podchorążych Rezerwy Saperów. Na początku 1944 przeniesiono go w stan spoczynku.
Po zakończeniu wojny powrócił do Polski, gdzie zmarł.

## Awanse
- kapitan – zweryfikowany ze starszeństwem z dniem 1 czerwca 1919[12]
- major – 31 marca 1924 ze starszeństwem z dniem 1 lipca 1923 i 13 lokatą w korpusie oficerów inżynierii i saperów
- podpułkownik – ze starszeństwem z dniem 1 stycznia 1931 i 4 lokatą
- pułkownik – ze starszeństwem z dniem 19 marca 1938[13]

## Ordery i odznaczenia
- Krzyż Srebrny Orderu Wojskowego Virtuti Militari nr 8174 (1922)[14]
- Krzyż Walecznych (trzykrotnie: po raz pierwszy w 1921 i 1922)[15][16]
- Złoty Krzyż Zasługi (dwukrotnie: 1931[17], 25 maja 1939[18])
- Medal Niepodległości (5 sierpnia 1937)[19][20]
- Srebrny Krzyż Zasługi (16 marca 1928)[21][22]
- Odznaka za Rany i Kontuzje[23]
- Odznaka Pamiątkowa II Korpusu Polskiego w Rosji
- Medal 10 Rocznicy Wojny Niepodległościowej (Łotwa)[24]
- Medal Zwycięstwa („Médaille Interalliée”) (zezwolenie Naczelnika Państwa w 1921)[25]

## Opinie
- Rolę saperów w trudnych warunkach pracy saperskiej pojmuje bardzo dobrze. Ujęcie, organizacja i rozwiązanie - dobre.  /Podróż hist-takt.23–25 czerwca 1938r./   /-/ gen.Szylling.
- Dobry, doświadczony oficer liniowy o dużym wyrobieniu służbowym i ogólnym. Bardzo koleżeński i taktowny. Nadaje się na obecnym stanowisku, jak również na dowódcę grupy saperów i na dowódcę saperów armii.   /14 grudnia 1938r./  /-/ gen.Dąbkowski.